# Рёгнвальд Достославный
Рёгнвальд «Достославный», также «Досточтимый» (др.-сканд. Ragnvaldr или Rǫgnvaldr Heiðumhæri) — независимый норвежский конунг Вестфольда из династии Инглингов.

## Биография
Сын Олава Гейрстад-Альва, двоюродный брат Харальда Прекрасноволосого, отец Аседы (или Аскриды), жены Эйстейна Грохота. Его внуком был Рёгнвальд, который стал любимым ярлом Харальда Прекрасноволосого и которого называли Могучим или Мудрым.
О Рёгнвальде известно очень мало. Он упоминается в «Прологе» к Кругу Земному и в последней главе Саги об Инглингах, где говорится, что он заказал Тьодольву из Хвинира поэму о своих предках, названную Перечнем Инглингов. Поэма является не только одной из самых древних дошедших до нас скальдических поэм, но и одной из самых дискуссионных.